# قائمة الحروب الأهلية والثورات الرومانية
هذه قائمة بالحروب الأهلية والاضطرابات المدنية المنظمة والثورات والتمردات في روما القديمة (المملكة الرومانية و الجمهورية الرومانية والإمبراطورية الرومانية) حتى سقوط الإمبراطورية الرومانية الغربية (753 قبل الميلاد - 476 م).
منذ تأسيس الجمهورية الرومانية في عام 509 قبل الميلاد وحتى القرن الأول قبل الميلاد ، كان هناك عدد قليل من الحروب الأهلية. ولكن مع أزمة الجمهورية الرومانية (134-44 قبل الميلاد) ، بدأت فترة من عدم الاستقرار السياسي. إن سبب الحروب الأهلية الجمهورية الرومانية المتأخرة متنازع عليه ، كما هو الحال فيما إذا كانت الحروب سببًا أو سببًا لنهاية الجمهورية الرومانية. نهاية الجمهورية الرومانية وبشر بقيام الإمبراطورية الرومانية في 27 قبل الميلاد. تميز القرن الأول للإمبراطورية بتمرد واسع النطاق عبر الأراضي التي استولت عليها روما في القرون السابقة. كان القرن الثاني الميلادي سلميًا نسبيًا ، مع عدد محدود من الثورات. عاد عدم الاستقرار السياسي إلى الإمبراطورية مع أزمة القرن الثالث (235-384 قبل الميلاد) ، التي شهدت ما لا يقل عن 26 حربًا أهلية في 50 عامًا فقط حيث سعى المغتصبون إلى العرش الإمبراطوري. تميز القرنان الرابع والخامس الميلاديان بقيام المغتصبين بشكل منتظم. كان الإطاحة بآخر إمبراطور روماني عام 476 م على يد الملك الجرماني أودواكر بمثابة الحرب الأهلية الأخيرة أو الثورة ، وكذلك نهاية الإمبراطورية الرومانية.

## القرن الأول قبل الميلاد
- 91-87 قبل الميلاد: الحرب الاجتماعية ، بين روما والعديد من حلفائها الإيطاليين - النصر الروماني.
- 88 قبل الميلاد: مسيرة سولا إلى روما ، مما تسبب في حظر عدوه ، جايوس ماريوس
- 87 قبل الميلاد: "Bellum Octavianum" ، حرب أهلية بين القناصل Cornelius Cinna وأوكتافيوس - انتصار سينان.
- 83-81 قبل الميلاد: حرب سولا الأهلية ، قاتل بين أنصار سولا وسينا - انتصار سولان.
- 80-72 قبل الميلاد: الحرب السرطورية بين روما ومقاطعات هسبانيا تحت قيادة كوينتوس سيرتوريوس ، مؤيد سابق لانتصار ماريوس وسينا-سولان.
- 77 قبل الميلاد: تمرد ليبيدوس ضد نظام سولان - انتصار سولان.
- 73-71 قبل الميلاد: حرب العبيد الثالثة في إيطاليا - قمع الثورة.
- 63-62 قبل الميلاد: مؤامرة كاتلين بين مجلس الشيوخ وأتباع كاتلين غير الراضين - انتصار مجلس الشيوخ.
- 54-53 قبل الميلاد: ثورة أمبيوريكس ، جزء من أكبر حروب الغال.
- 49-45 قبل الميلاد: حرب قيصر الأهلية بين يوليوس قيصر وأوبتيميتس بقيادة بومبي العظيم (جانيوس بومبيوس ماغنوس) - انتصار قيصري.